# Maltby (South Yorkshire)
Maltby – miasto i civil parish w Anglii, w hrabstwie ceremonialnym South Yorkshire, w dystrykcie metropolitalnym Rotherham. Leży 18 km na wschód od miasta Sheffield i 226 km na północ od Londynu. W 2011 roku civil parish liczyła 16 856 mieszkańców. Maltby jest wspomniana w Domesday Book (1086) jako Maltebi.